# Andreas Balog
Andreas (András) Balog (* 1946 in Budapest; † 2008 in Wien) war ein österreichischer Soziologe. Als bedeutendem Vertreter soziologischer Theorie ging es ihm um die aus seiner Sicht vernachlässigte Klärung soziologischer Theorien. Seine Monographie Soziale Phänomene. Identität, Aufbau und Erklärung gilt als Grundlagenwerk.

## Leben
Balog studierte Soziologie, Philosophie und Politikwissenschaft mit Nebenfach Kunstgeschichte an der Universität Wien und promovierte 1973 mit dem Thema Das Individuum in der Soziologie Max Webers. Zur Kritik einer Sozialtheoretischen Position. Er habilitierte sich 1988 an der Sozial- und Wirtschaftswissenschaftlichen Fakultät der Universität Wien mit Rekonstruktion von Handlungen. Alltagsintuitionen und soziologische Begriffsbildung. Er arbeitete freiberuflich als Soziologe, war in den Jahren 1978 bis 1980 Stipendiat der Alexander von Humboldt-Stiftung an der Goethe-Universität Frankfurt am Main, von 1992 bis 2002 hauptberuflich Vortragender an der Verwaltungsakademie des Bundes für Führungskräfte. Diese Tätigkeit gestattete ihm, weiter an verschiedenen Universitäten zu lehren und zu publizieren.
Im Juli 1999 wurde ihm der Titel eines Außerordentlichen Universitätsprofessors verliehen.
Ab 1983 war Balog Redaktionsmitglied und von 1987 bis 1995 Redaktionssprechers der Österreichische Zeitschrift für Soziologie; von 1997 bis 1999 war er Mitherausgeber der Zeitschrift European Societies der ESA (European Sociological Association). Er war 1990 Mitbegründer und bis 2008 Sprecher der Sektion Soziologische Theorie der Österreichischen Gesellschaft für Soziologie.
Das Interesse von András Balog galt zwar der Theorie, aber er hat nie völlig abgehoben von empirischer Forschung gearbeitet. Empirische Arbeiten zu verschiedenen Bereichen der zeitgenössischen österreichischen Gesellschaft machen einen nicht geringen Teil seiner Schriften aus.
Er hatte Gastprofessuren an der Universität Linz, Universität Salzburg, Universität Klagenfurt und Goethe-Universität Frankfurt.

## Schriften
Bücher
- Soziale Phänomene. Identität, Aufbau und Erklärung. VS Verlag für Sozialwissenschaften, Wiesbaden 2006, ISBN 978-3-531-15032-1, ISBN 978-3-531-90373-6 (E-Book)
- Neue Entwicklungen in der soziologischen Theorie. Verlag Lucius und Lucius, Stuttgart: 2001, ISBN 978-3-825-22202-4
- Rekonstruktion von Handlungen. Alltagsintuitionen und soziologische Begriffsbildung. Westdeutscher Verlag, Köln und Opladen 1989, ISBN 978-3-531-12031-7
- Soziologie: eine multiparadigmatische Wissenschaft? Hg. mit J.A. Schülein. VS Verlag für Sozialwissenschaften, Wiesbaden 2008, ISBN 978-3-531-15736-8 (Print) ISBN 978-3-531-91017-8 (Online)
- Soziologie in und aus Wien, Hg. mit Gerald Mozetic. Peter Lang Verlag, Frankfurt/Wien/New York: 2004, ISBN 3-631-51479-4
- Soziologische Handlungstheorie. Einheit oder Vielfalt (mit Manfred Gabriel). Sonderband 4 Österreichische Zeitschrift für Soziologie. Westdeutscher Verlag, Opladen 1998, ISBN 978-3-531-13270-9
- Soziologie und Gesellschaftskritik. Beiträge zum Verhältnis von Normativität und sozialwissenschaftlicher Analyse. Hrsg. mit Johann August Schülein. Focus Verlag Gießen 1995, ISBN 978-3-88349-435-7

Artikel
- Verstehen und Erklären bei Max Weber. In: Rainer Greshoff et al. (Hg.), Verstehen und Erklären. Kulturwissenschaftliche Perspektiven. Fink Verlag, Paderborn 2008: 73 – 94, ISBN 978-3-7705-4630-5
- Organisationsbegriff und Organisationstheorien. In: Andreas Balog / Johann August Schülein (Hg.) Soziologie: eine multiparadigmatische Wissenschaft?. VS Verlag für Sozialwissenschaften, Wiesbaden: 2008: 263 – 290
- Explaining Action and Explaining Social Phenomena. In: Helene Flam / Marcus Carson (eds.), Rule System Theory. Applications and Explorations. Peter Lang Verlag, Frankfurt am Main 2008: 19 – 37, ISBN 978-3-631-57596-3
- Makrophänomene und „Handlungstheorie“. Colemans Beitrag zur Erklärung sozialer Phänomene. In: Jens Greve et al. (Hg.), Das Mikro-Makro-Modell der soziologischen Erklärung. VS Verlag für Sozialwissenschaften, Wiesbaden: 2008: 251 – 266, ISBN 978-3-531-91774-0
- Handlungen und Tatsachen. Weber und Durkheim über die „Objektivität“ des Sozialen, Berliner Journal für Soziologie, 14, 2004: 485 - 502
- Erklärung sozialer Sachverhalte durch Mechanismen. In: Manfred Gabriel (Hg.), Paradigmen der akteurszentrierten Soziologie. Westdeutscher Verlag, Wiesbaden 2004: 21 – 41 (mit Eva Cyba)
- Neurath als systematischer Soziologe. In: A. Balog / G. Mozetic (Hg.), Soziologie in und aus Wien. Peter Lang Verlag, Frankfurt/Wien/New York 2004: 315 – 334
- Der Begriff „Gesellschaft“: Konzeptuelle Überlegungen und Kritik seiner Verwendung in Zeitdiagnosen, Österreichische Zeitschrift für Soziologie, 24, 1999: 66 – 93
- Theorie als „theoretisches System“: Parsons’ Beitrag zur soziologischen Theorie, in: Helmut Staubmann/Harald Wenzel (Hg.), Talcott Parsons. Zur Aktualität eines Theorieprogramms, Opladen: Westdeutscher Verlag 2000: 175 - 202
- Soziologie und die ‘Theorie des Handelns, in: A. Balog/M. Gabriel (Hg): Soziologische Handlungstheorie. Einheit oder Vielfalt. Opladen/Wiesbaden 1998: 25 - 54 (=Sonderheft 3 der Österreichischen Zeitschrift für Soziologie)
- Inner-directed Actions, Sociological Perspectives, vol. 40, 1997, no. 1: 33 – 59
- Handlungsrationalität und Nutzenkalkül, in: T. Meleghy et al. (Hg.), Soziologie im Konzert der Wissenschaften. Zur Identität einer Disziplin. Verhandlungen des 14. Österreichischer Kongresses für Soziologie. Wiesbaden 1996: 91 - 110
- Formen der „Zerlegbarkeit“ sozialer Phänomene. Ein Beitrag zum Mikro-Makro-Problem, Analyse & Kritik, 15. Jg., 1993: 168 - 191
- Society as an „accidental product of human activities“. Max Horkheimer's social theory and critique, Philosophy and Social Criticism, vol. 16, 1991: 127 - 141
- Multiples Selbst und Lebensentwurf. Dimensionen des Personenbegriffs, Österreichische Zeitschrift für Soziologie, 15.Jg.,1990, Heft 3:71 - 87
- Survey on flextime arrangements. Social and Labor Bulletin, Vol. 1987, No 1: 103-105
- Deskriptive und kausale Verwendung von Handlungsbegriffen, In: Österreichische Zeitschrift für Soziologie, 9. Jg., 1983, Heft 4:58 – 71
- Kelsens Kritik an der Soziologie. Archiv für Rechts- und Sozialphilosophie, 69. Jg.,1983: 515 - 528
- Rechtsgüter in Theorie und Praxis. Kriminalsoziologische Bibliographie, Jg. 8, Heft 31/1981: 51 – 67
- Alltag als Objekt der Soziologie: Kategoriale Bestimmungen und empirische Untersuchungen, Österreichische Zeitschrift für Soziologie, 5. Jg., 1980, Heft 2–3: 118 - 127